# Jakub Karol Parnas
Jakub Karol Parnas (Ternopil', 16 gennaio 1884 – Mosca, 29 gennaio 1949) è stato un biochimico polacco.
Parnas nel 1929 contribuì a chiarire, insieme a Gustav Embden e Otto Meyerhof, il meccanismo della glicolisi.